# Zane Phillips
Zane Phillips (Denver, 25 de novembro de 1993) é um ator americano. Ele é mais conhecido por interpretar Ben em Legacies, Hunter Reed em Partner Track, Chad em Glamorous.

## Filmografia

### Cinema
| Ano  | Título           | Papel     | Notas          |
| ---- | ---------------- | --------- | -------------- |
| 2015 | Narcolepsy       | Sr. Clark | Curta-metragem |
| 2019 | The Cabin        | Arne      | Curta-metragem |
| 2019 | American Dreamin | Jonah     | Curta-metragem |
| 2022 | Fire Island      | Dex       |                |

### Televisão
| Ano       | Título             | Papel         | Notas                  |
| --------- | ------------------ | ------------- | ---------------------- |
| 2016      | Madam Secretary    | Cara Jovem #2 | Episódio: "Sea Change" |
| 2021-2022 | Legacies           | Ben           | 11 episódios           |
| 2022      | Partner Track      | Hunter Reed   | 6 episódios            |
| 2023      | Glamorous          | Chad          | 10 episódios           |
| 2024      | Good Trouble       | Jay           | 6 episódios            |
| 2025      | Mid-Century Modern | Mason         | 2 episódios            |

## Teatro
| Ano  | Título             | Papel                     | Notas    |
| ---- | ------------------ | ------------------------- | -------- |
| 2015 | The Sound of Music | Rolf Gruber / Herr Zeller | Broadway |